# Penuti-Sprachen

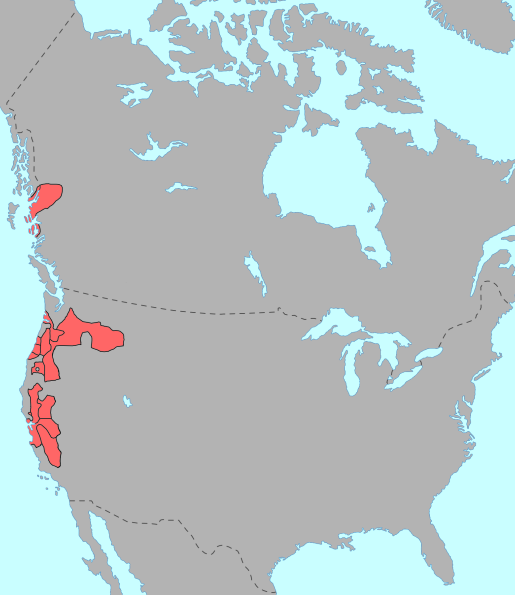
Penuti-Sprachen (Tsimshian, Plateau-Penuti, Chinook, Takelma, Kalapuya, Alsea, Siuslaw, Coos, Wintu, Maidu, Uti, Yokut)

Penuti, Penutian oder Penuti-Sprachen bezeichnet eine umstrittene Makro-Sprachfamilie, die viele diverse einst im Pazifischen Nordwesten und Kalifornien vorkommende indigene amerikanische Sprachen zusammenfasst. Die zugehörigen Stämme lebten auf dem Gebiet des heutigen Washington, Oregon und Kalifornien im Westen der USA; zudem gibt es isolierte Vertreter im Süden von Alaska sowie im Nordwesten von British Columbia in Kanada.
Ihre Existenz war und ist immer noch unter Linguisten umstritten; sogar die einzelnen Sprachgruppen oder Untergruppen und die Zugehörigkeit von Einzelsprachen wurden in Frage gestellt. Die Probleme der vergleichenden Sprachwissenschaft, eine genetische Verwandtschaft der einzelnen Sprachen nachzuweisen und diese damit als maximale genetische Einheit zu einer Sprachfamilie zusammenzufassen, liegen insbesondere darin, dass die meisten in Frage kommenden Einzelsprachen bereits früh ausgestorben und/oder wenig dokumentiert sind.
Nach einer Konferenz amerikanischer Linguisten an der University of Oregon im Jahre 1994 wurde die Klassifikation nach Voegelin & Voegelin (1965), die ebenfalls das Ergebnis eines Treffens mehrerer Experten an der Indiana University Bloomington 1964 war, mit einigen Erweiterungen allgemein anerkannt und folgende Sprachgruppen oder Untergruppen wurden als genetisch untereinander verwandt eingestuft: California-Penuti (auch: Core-Penuti), Coast-Oregon-Penuti (manchmal erweitert zu: Oregon-Penuti), Plateau-Penuti und Chinook.
In den Standardklassifikationen (Campbell 1997, Mithun 1999) wird die Penuti-Sprachfamilie jedoch abgelehnt.
Die kanadische Linguistin Marie-Lucie Tarpent untersuchte das Tsimshian, eine geografisch isolierte Sprachfamilie im Norden von British Columbia, neu und folgerte, dass deren Zugehörigkeit zum Penuti – wie bereits von Edward Sapir postuliert – möglich und sehr wahrscheinlich sei; jedoch ist dies immer noch umstritten.
Einige der kürzlich vorgeschlagenen Sprach- oder Untergruppen des Penuti – wie Miwok und Ohlone (früher: Costanoan) – wurden überzeugend als zugehörig nachgewiesen; beide wurden zudem in einer sog. Utian-Sprachfamilie zusammengefasst. Catherine Callaghan hat vor kurzem Material für eine Gruppierung der Utian-Sprachen und der Yokut-Sprachen in eine Yok-Utian (Hotian)-Sprachfamilie vorgelegt. Zudem scheint es überzeugende Beweise für die Plateau-Penuti-Gruppierung (früher: Shahapwailutan oder Lepitan) zu geben.

## Entwicklung der Klassifikation
Die hypothetische Makro-Sprachfamilie namens Penuti oder Penutian war ursprünglich nur auf fünf eng verwandte Sprachen im historischen Kulturareal von Kalifornien begrenzt und wird daher heute auch Core-Penuti(an), California Penuti(an) oder Penuti(an) Kernel genannt. Zuerst 1913 von Roland B. Dixon und Alfred Kroeber vorgeschlagen, wurde sie nochmals 1919 auf Grundlage der Sprachtypologie von diesen beiden Forschern etabliert, obwohl ein solcher Nachweis genetischer Verwandtschaft in der Linguistik umstritten ist.
1. Maidu-Sprachen
2. Miwok (auch: Moquelumnan)
3. Costanoan (heute: Ohlone)
4. Wintu-Sprachen
5. Yokuts (auch: Yokutsan oder Mariposa)

Albert Samuel Gatschet hatte bereits 1877 zuvor Miwok und Costanoan zusammen in eine von ihm als Mutsun benannte Sprachfamilie gruppiert. Heute wird diese Sprachgruppe als Utian-Sprachen bezeichnet. Durch die Aufnahme des Yokuts wurde diese durch Catherine Callaghan zur sog. Yok-Utian-Sprachfamilie erweitert.
Die Bezeichnung Penutian für diese Sprachfamilie basiert auf zwei Wörtern mit der Bedeutung zwei im Wintu, Maidu und Yokuts (engl. Aussprache etwa [pen]) sowie im Miwok und Ohlone, den sog. Utian-Sprachen (engl. Aussprache etwa [uti]). Obwohl die Aussprache von Penutian, wie einige Wörterbücher es nahelegen, ursprünglich im Englischen pɛn.ˈuːtiən lautete, wird es von den meisten, wenn nicht von allen Linguisten heute als pəˈnuːʃən ausgesprochen. Im Deutschen ist die Bezeichnung Penuti üblich.

### Sapirs Erweiterung
1916 erweiterte Edward Sapir Dixons und Kroebers California-Penuti oder um einen weiteren Zweig – das sog. Oregon-Penuti, welches die Coos (Coosan oder Kusan)-Sprachen sowie auch die isolierten Sprachen namens Siuslaw (Šáayušła) und Takelma (Taakelmàʔn) umfasst:
- Oregon-Penuti
  - Coos (Coosan oder Kusan)
  - Siuslaw (Šáayušła) (früher: Lower Umpqua)
  - Takelma (Taakelmàʔn)

Später fügten Sapir und Leo Frachtenberg die Kalapuya-Sprachen sowie das Chinook (Tsinúk) und anschließend die Alsea (Yakonan) und Tsimshian-Sprachgruppen hinzu, was zu Sapirs 1921 veröffentlichter Klassifikation in vier Zweigen führte:
I. California-Penuti oder Core-Penuti-Zweig
1. Maidu-Sprachen
2. Utian (Miwok–Costanoan)
3. Wintu-Sprachen
4. Yokutsan (Yokuts oder Mariposa)

II. Oregon-Penuti-Zweig
1. Coos (Coosan oder Kusan)
2. Siuslaw (Šáayušła, früher: Lower Umpqua)
3. Takelma (Taakelmàʔn)
4. Kalapuya
5. Alsea (Yakonan)

III. Chinook-Zweig (Tsinúk)
IV. Tsimshian-Zweig
Als Sapir 1929 in der Encyclopædia Britannica seine Erkenntnisse veröffentlichte, hatte er zwei weitere Zweige hinzugefügt:
- Plateau-Penuti-Zweig
  - Klamath–Modoc (auch: Modoc, früher: Lutuami)
  - Waiilatpuan
    - Cayuse (gilt heute jedoch als isolierte Sprache)
    - Molala

  - Shahapwailutan oder Sahaptian-Sprachen (fälschlich oft: Sahaptin)

- Mexiko-Penuti-Zweig
  - Mixe–Zoque (Mije–Soke)
  - Huave (Ombeayiiüts, Umbeyajts)

Somit ergab sich dann eine Klassifikation der Penuti-Sprachfamilie in sechs Zweigen:
1. California-Penuti oder Core-Penuti
2. Oregon-Penuti
3. Chinook
4. Tsimshian
5. Plateau-Penuti
6. Mexiko-Penuti

### Weitere Erweiterungen
Es gab auch Versuche von anderen Linguisten, weitere Sprachen der Penuti-Sprachfamilie einzugliedern (Benjamin Whorf).
Manche Vertreter haben auch in der sog. Amerind-Hypothese weitere Verbindungen zu anderen indigenen Sprachfamilien – insbesondere zwischen dem Penuti und den ebenfalls hypothetischen Hoka (Hokan)- und Golf-Sprachfamilien (siehe: Mary Haas 1951, 1952) vorgeschlagen (Joseph Greenberg: Language in the Americas von 1987).
Das Amerind (auch Amerindisch oder Amerindische Sprachen) umfasst laut der Klassifikation der indigenen Sprachen Amerikas nach Greenberg (1987) alle indigenen Sprachen, außer dem Eskimo-Aleutisch und dem Na-Dené sowie dem heute als isolierte Sprache geltenden Haida (X̲aat Kíl). Die amerindische Hypothese wird von der Mehrheit der Amerikanisten nicht akzeptiert und teilweise in manchen Beiträgen regelrecht bekämpft.

### Problematik der Erweiterung des Penuti
Anhand von zwei Sprach-Beispielen – dem Yuki-Wappo (Yukian) sowie dem Zuñi (Shiwi'ma) – soll die Problematik dargestellt werden, die in der unterschiedlichen Bewertung einzelner Sprachen sowie deren genetischer Verwandtschaft und Gruppierung in Sprachfamilien anhand zweier linguistischer Schulen – der sog. Lumper und Splitter (siehe: Amerindische Sprachen) – auftreten:
Die kleine in Kalifornien einst gesprochene Yuki-Wappo (Yukian)-Sprachfamilie, die aus dem Yuki und dem Wappo bestand, wurde ebenfalls – von Edward Sapir – als Teil des Penuti mit besonderer Verwandtschaft zum Yokutsan und dem California-Penuti (Core-Penuti)-Zweig, manchmal jedoch als Teil des Hoka(n) unter Sapir's Hokan–Siouan-Zweiges oder gar als geographisch isolierte Sioux-Sprachen betrachtet. Der berühmte Sprachwissenschaftler Morris Swadesh (kurz verheiratet mit der Linguistin Mary Haas) und Schöpfer der Swadesh-Liste gruppierte sie jedoch in seiner Hokogian-Sprachfamilie (zusammen mit den Hoka(n)- und Golf-Sprachen), unter Einschluss der ebenfalls hoch umstrittenen – heute meist als geographische Sammelbezeichnung benutzten – Coahuilteco (Coahuitecan)-Sprachfamilie sowie des als isolierte Sprache betrachteten Chitimacha (Sitimaxa).
Insbesondere das Zuñi (Zuni oder Shiwi'ma) wurde von Stanley Newman 1964 ebenfalls als Teil des Penuti vorgeschlagen (die Penuti-Hypothese in Bezug auf das Zuñi wurde zuerst von Alfred Kroeber und Roland B. Dixon aufgestellt). Edward Sapir klassifizierte es jedoch 1929 in seinem berühmten Artikel in der Encyclopædia Britannica als dritten Zweig seiner ebenfalls als nicht überzeugend betrachteten sog. Aztec–Tanoan-Sprachfamilie (bestehend angeblich aus den Kiowa-Tano (Tanoan)- und uto-aztekischen Sprachen), wobei später das Zuñi (Shiwi'ma) aus dem Aztec-Tanoan entfernt wurde (Foster 1996). Zudem wird es in der aktuellen Klassifikation des Amerind (siehe: Joseph Greenberg, Merritt Ruhlen: An Amerind Etymological Dictionary, Stanford University, 2007) als Sprache klassifiziert, die zum Penuti innerhalb des Penutian–Hokan-Zweiges zählt. Zudem wurde es entweder zu den Kiowa-Tano (Tanoan), Hoka (Hokan) (J. P. Harrington: „Zuñi Discovered to be Hokan“) oder den Keres (Keresan)-Sprachen (Karl-Heinz Gursky) gerechnet.
Heute wird das Zuñi (Shiwi'ma) meist als isolierte Sprache innerhalb des historischen Pueblo-Sprachbunds angesehen, das durch intensiven Sprachkontakt mit den dortigen Sprachen (die wiederum fünf Sprachfamilien angehörten) vieles aus deren Wortschatz entlehnte oder sprachliche Strukturen übernahm oder weitergab; unter den Pueblo war Zwei- oder Mehrsprachigkeit weit verbreitet (siehe: Jane Hill 2002, Campbell und Poser 2008).

### Zweifel Mitte des 20. Jahrhunderts
Manche Wissenschaftler befürchteten, dass die Ähnlichkeiten zwischen den einzelnen Sprachen innerhalb der Penuti- oder Penutian-Sprachfamilie nur auf die Übernahme von Lehnwörtern sowie sprachlicher Strukturen auf Grund arealer Sprachkontakte von benachbarten Stämmen und Völkern (siehe: Zuñi (Shiwi'ma) sowie Tlingit (Lingít Yoo X̲'atángi) und Haida (X̲aat Kíl)) und nicht auf der Basis einer gemeinsamen Ursprache oder Proto-Sprache beruhten; zudem könnten auf Grund des wenigen vorhandenen Quellenmaterials (da viele Sprachen bereits ausgestorben waren oder sind) falsche Sprachanalysen in der frühen vergleichenden Sprachwissenschaft erfolgt sein.
Mary Haas bemerkte Folgendes zu dieser gegenseitigen Übernahme durch benachbarte Stämme und Völker:

“Even where genetic relationship is clearly indicated … the evidence of diffusion of traits from neighboring tribes, related or not, is seen on every hand.  This makes the task of determining the validity of the various alleged Hoka(n) languages and the various alleged Penutian languages all the more difficult […] [and] point[s] up once again that diffusional studies are just as important for prehistory as genetic studies and what is even more in need of emphasis, it points up the desirability of pursuing diffusional studies along with genetic studies.  This is nowhere more necessary than in the case of the Hokan and Penutian languages wherever they may be found, but particularly in California where they may very well have existed side by side for many millennia.”

Trotz der Bedenken von Haas und anderen wurden auf der bereits oben erwähnten Konferenz von 1964 an der University of Indiana in Bloomington alle von Sapir vorgeschlagenen Zweige nördlich von Mexiko innerhalb der Penuti- oder Penutian-Sprachfamilie beibehalten.
Eine entgegengesetzte Herangehensweise wurde nach einer Konferenz im Jahr 1976 an der State University of New York at Oswego in Oswego von Campbell und Mithun unternommen, als diese Penuti als eine Sprachfamilie ablehnten, da diese nach ihrer Ansicht nicht hinreichend und überzeugend belegt sei; somit ist Penuti in ihren jeweiligen Standardklassifikationen nicht als eigene Sprachfamilie gelistet und wird von ihnen als solche abgelehnt (Campbell 1997, Mithun 1999).

## Aktuelle Hypothese

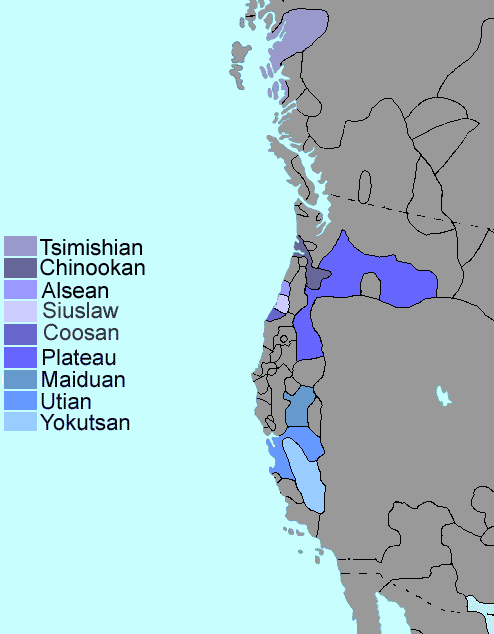
Penuti oder Penutian nach Delancey. Die südlichen Sprachfamilien – Maidu, Yokuts (Yokutsan) sowie Utian (Miwok und Costanoan (Ohlone)) – waren erst kürzlich aus dem Great Basin oder Oregon nach Kalifornien eingewandert.

Von vielen Penuti-Linguisten werden California-Penuti sowie Takelma–Kalapuya oder Takelman nicht mehr länger als stichhaltige Bezeichnungen für regionale Zweige (siehe California-Penuti) oder von eng verwandten Sprach-Zweigen (siehe Takelman) akzeptiert. Jedoch werden die Bezeichnungen Plateau-Penuti, Oregon Coast-Penuti sowie Yok-Utian immer mehr unterstützt. Scott DeLancey schlägt daher folgende Verwandtschaftsbeziehungen zwischen sowie innerhalb der einzelnen Sprachfamilien vor, die typischerweise zur Penuti-Sprachfamilie gezählt werden.
Die Wintu-Sprachen sowie Takelma und Kalapuya werden zwar von den meisten Wissenschaftlern weiterhin als Penuti-Sprachen angesehen, jedoch oftmals zusammen in einen – immer mehr umstrittenen – sog. Oregon-Penuti-Zweig zusammengefasst; zudem wird nicht mehr angenommen, dass Takelma und Kalapuya einen eigenen Takelma-Zweig des Penuti bilden.

## Maritimes / Küsten-Penuti
I. Tsimshian (Tsmksian)-Sprachen (mit vier Varietäten)
- Tsimshian-Varietät (der Tsimshian (Ts’msyan)) (auch: Ts’imsanimḵ, Maritimes Tsimshian, Unteres/Nördliches Tsimshian; früher: Küsten-Tsimshian)
  - Küsten-Tsimshian/Tsmksian oder Sm'álgyax/Sm'algax (auch: eigentl. Tsimshian, 2016:[7] 275 Sprecher)
  - Südliches Tsimshian/Tsmksian oder Sgüüx̣s (auch: Ski:xs, Unteres/Südliches Tsimshian, seit 2013 †)
- Nass-Gitksan-Varietät (auch: Binnen-Tsimshian, Inland Tsimshian)
  - Nisga’a oder Nisg̱a'amḵ (der Nisga’a)[8][9](auch: Nisga’a Ts’amiks, Nass, Nisgha, Nisg̱a’a, Nishka, Niska, Nishga, Nisqa’a, 2016: 470 Sprecher und 1.500 L2-Sprecher)[10]
  - Gitxsan oder Gitxsanimaax (der Gitxsan (Gitksan)) (auch: Gitksanimḵ, Giklsan, Gitksan, Gityskyan, Giatikshan, 2016: 1.020 Sprecher)
    - Westliches Gitxsan oder Gitsken/Gitsenimx̱
    - Östliches Gitxsan oder Gitxsanimax̱

II. Chinook (Tsinúk)-Sprachen (der verschiedenen Chinook-Völker)
- Lower Chinook oder Tsinúk (auch: Küsten-Chinook, Lower Tsinúk, eigentl. Chinook, seit 2012 †)
  - Clatsop oder Tlatsop (auch: Tɬácʼǝp, Latcap, Tiákʼilakix, Tiyakilakikh)
  - Shoalwater oder Willapa Chinook (auch: Lower Chinook, eigentl. Chinook)
  - Chinuk Wawa (Chinook Jargon) (auch: Chinook Pidgin, Chinook Lelang; meist jedoch: wawa oder lelang genannt; eine Pidgin-Handelssprache, heute teilweise zu einer Kreolsprache entwickelt)
- Middle Chinook oder Kathlamet (auch: Katlamat, Cathlamet, Cathlamette, Cathlamah, seit 1930er †)
  - Kathlamet oder Gaɬámat
  - Wahkiakum oder Wáqaiqam (auch: Wackiakum, Wac-ki-cum, Wahkiaku)
- Upper Chinook oder Kiksht (auch: Upper Tsinuk, Columbia Chinook oder Wasco-Wishram, seit 2012 †)[13]
  - Multnomah oder Wapato Chinook (auch: Máɬnumax̣, Wappato Chinook, Wapato Valley Chinook)
  - Kiksht
    - Watlalla/Watlala oder Cascades (auch: Slahala, Shahala)
    - Clackamas
      - Clackamas oder ɬáqʼimaš
      - Clowwewalla oder Tumwaters(auch: ɬáwiwala, (Gaɬa)wálamt, (Willamette) Falls Indians, Willamette Band of Tumwaters, Tumwater Falls Indians, Tumwata Band of the Clalliwalla)

    - Hood River (auch: Ninuhltidih [Curtis] oder Kwikwulit [Mooney])
    - Skilloot oder Skillot (auch: Skillute, Skil-lute, Calooit, Caloait, Caloort, Chilook)
    - Wasco-Wishram
      - Wasco
      - Wishram

    - White Salmon River oder Chilluckittequaw (auch: Chiluktkwa)

III. Coast Oregon Penuti / Küsten Oregon Penuti-Sprachen
- Alsea oder Alsea-Yaquina (auch: Alcea, Alse, Yaquina, Yakona, Yakonan, seit 1942 †)
  - Alsea oder Alséya
  - Yaquina/Yakwina oder Yakona
- Siuslaw (Šáayušła) oder Lower Umpqua (auch: Šáayušła-Kuitsh/Quuiič, seit 1970er †)
  - Siuslaw oder Šáayušła (auch: eigentl. Siuslaw)
  - Lower Umpqua oder Kuitsh/Quuiič[14]
- Coos-Sprachen (auch: Coosan oder Kusan)
  - Hanis oder Coos (auch: Kusan, eigentl. Coos, mehrere Dialekte, seit 1972 †)
  - Miluk oder Lower Coquille (zwei Dialekte, seit 1939 †)[15]

IV. Oregon-Penuti-Sprachen (bis heute umstritten) (?)
- Kalapuya-Sprachen (mit mehreren regionalen Dialektkontinua)
  - Nördliches Kalapuya oder Tualatin-Yamhill (seit 1937 †)
    - Tualatin oder Tfalati/Atfalati
    - Yamhill oder Yamell/Yamhala

  - Central Kalapuya oder Santiam (seit ca. 1954 †)
    - Ahantchuyuk
    - Chelamela
    - Chemapho
    - Chepenafa
    - Luckiamute
    - Santiam
    - Tsankupi
    - Winefelly-Mohawk (mehrere Dialekte)

  - Südliches Kalapuya oder Yoncalla/Yonkalla (seit 1930er †)
- Takelma Sprache oder Taakelmàʔn (seit 1934 †)
  - Upper Takelma oder Latgawa (auch: Upland Takelma, Hochland Takelma, Mountain Takelma)
  - Lower Takelma oder Takelma/Dagelma (auch: Lowland Takelma, Tiefland Takelma, River Takelma)
  - Cow Creek Takelma (auch: Nahánkʰuotana, Upper Umpqua)
- Wintu-Sprachen oder Copeh (auch: Wintuan, Wintun, Wintoon, Copehan)
  - Nördliches Wintu
    - Wintu oder Wintʰuːh/Wintʰu:h (auch: Nördliches Wintu, eigentl. Wintun, seit 2003 †)
    - Nomlaki oder Wintun (auch: Noamlakee, Central Wintu, seit (Datum unbekannt) †)

  - Südliches Wintu
    - Patwin oder Südliches Wintu (auch: Patween, 2003: 1 Sprecher, fast †)
      - River Patwin oder Valley Patwin (auch: River/Valley Patween)
      - Hill Patwin (auch: Hill Patween)

    - Südliches Patwin (auch: Südliches Patween, entweder als dritter Dialekt des „Patwin/Südliches Wintu“ oder als separate Wintu-Sprache betrachtet, seit (Datum unbekannt) †)

## Inland / Binnen Penuti
I. Yok-Utian-Sprachen (auch: Hotian, bestehend aus Yokuts-Sprachen und Utian-Sprachen, vom Great Basin)
- Yokuts-Sprachen (auch: Mariposa, Yokutsan, mit mehreren regionalen Dialektkontinua)
  - Poso Creek
    - Poso Creek Yokuts oder Palewyami Yokuts (auch: Altinin, seit 1930er †)

  - Yokuts (auch: eigentl. Yokuts)
    - Buena Vista Yokuts (seit 1930er †)
      - Tulamni
      - Hometwali oder Humetwadi
      - Tuhohi oder Tohohai (auch: Tuhohayi)
      - Loasau (?)

  - Nim
    - Tule-Kaweah Yokuts (2017: 1 Wikchamni/Wukchumni-Sprecher, fast †)
      - Bokninuwad
      - Yawdanchi oder Nutaa
      - Wikchamni oder Wukchumni

    - Northern Yokuts
      - Gashowu Yokuts oder Casson Yokuts (seit (Datum unbekannt) †)
      - Kings River Yokuts (seit 2017 †)
        - Ayitcha oder Kocheyali (auch: Aiticha)
        - Choynimni oder Choinimni
        - Chukaymina oder Chukaimina
        - Michahay oder Michahai

      - Valley Yokuts (wird manchmal als drei Sprachen betrachtet)
        - Far Northern Valley Yokuts oder Delta Yokuts (seit (Datum unbekannt) †)
          - Yachikumne oder Chulamni
          - Chalostaca
          - Lakisamni
          - Tawalimni oder Tawalimnu

        - Northern Valley Yokuts (folgende Dialekte werden auch als „Northern Hill Dialekte“ bezeichnet: Kechayi, Dumna, Dalinchi, Toltichi und Chukchansi, fast †)
          - Chawchila oder Chauchila
          - Chukchansi (wird als einziger Dialekt noch gesprochen, 2011: 8 Sprecher)
          - Dalinchi
          - Dumna
          - Kechayi
          - Nopṭinṭe
          - Toltichi

        - Southern Valley Yokuts (fast †)
          - Wechihit
          - Nutunutu–Tachi
            - Nutunutu
            - Tachi (einige wenige Sprecher)

          - Chunut oder Sumtache
          - Wo'lasi–Choynok
            - Wo'lasi
            - Choynok oder Choinok

          - Wowol
          - Telamni
          - Koyeti–Yawelmani
            - Koyeti
            - Yawelmani oder Yowlumne (auch: Yowlumni, Yauelmani oder Inyana Yaw'lamnin ṭeexil, ca. 20 bis 25 Sprecher und „Halbsprecher“)
- Utian-Sprachen
  - Miwok-Sprachen oder Miw·yk (auch: Miwokan, früher: Moquelumnan, mit zwei regionalen Dialektkontinua)
    - Östliches Miwok
      - Plains Miwok oder Valley Miwok (seit 1990er †)
      - Bay Miwok oder Saclan/Saklan Miwok (seit 1820er †)
      - Sierra Miwok oder Plains and Sierra Miwok
        - Northern Sierra Miwok oder Saclan (seit (Datum unbekannt) †)
          - Camanche
          - Fiddletown
          - Ione
          - West Point

        - Central Sierra Miwok oder Saclan (1994: 12 Sprecher)
          - East Central Sierra Miwok
          - West Central Sierra Miwok

        - Southern Sierra Miwok oder Yosemite Miwok (auch: Meewoc, Mewoc, Me-Wuk, Miwoc, Miwokan, Mokélumne, Moquelumnan, San Raphael, Talatui, Talutu, 1994: 7 Sprecher, fast †)
          - Yosemite
          - Mariposa
          - Südliche Dialekte

    - Westliches Miwok
      - Coast Miwok oder Küsten Miwok (seit 1970er †)
        - Bodega
        - Marin

      - Lake Miwok (fast †)

  - Ohlone-Sprachen (früher: Costanoan)[16]
    - Karkin oder Carquin Ohlone (auch: Los Carquines, seit 1950er †)
      - Nördliches Ohlone (auch: Nördliches Costanoan)
        - San Francisco Bay Ohlone-Dialektgruppe
          - Chochenyo/Čočeño oder East Bay Ohlone (auch: Chocheño, Nördliches Ohlone, East Bay Costanoan, seit 1934 †)
          - Ramaytush/Rammay-tuš oder San Francisco Ohlone (seit 1915 †)
          - Tamyen/Tamen oder Santa Clara Ohlone (auch: Tamien, Thamien, Santa Clara Costanoan, seit (Datum unbekannt) †)

        - Awaswas oder Santa Cruz Ohlone (evtl. mehrere Varianten, seit (Datum unbekannt) †)
        - Chalon oder Soledad Ohlone (auch: Cholon, evtl. eine Transitform von Nördlichem und Südlichem Ohlone, seit (Datum unbekannt) †)

      - Südliches Ohlone
        - Mutsun oder San Juan Bautista Ohlone (auch: San Juan Bautista Costanoan, seit 1930er †)
        - Rumsen oder San Carlos Ohlone (auch: Rumsien, Carmel Ohlone, Carmeleno, San Carlos Costanoan, seit 1939 †)

II. Maidu-Sprachen (auch: Maidun, Maiduan, Pujunan, Meidoo, Holólupai, Michopdo, Nákum, Secumne, Sekumne, Tsamak, Yuba, vom Great Basin oder aus Oregon)
- Maidu oder Májdy (auch: Yamonee Maidu, Nordöstliches Maidu, Mountain Maidu, eigentl. Maidu, evtl. †[17])
- Chico oder Valley Maidu (seit (Datum unbekannt) †)
- Konkow oder Koyoomk'awi (auch: Nordwestliches Maidu, Concow-Maidu, lt. einer Quelle mindestens neun Dialekte, 2013: 32 Sprecher, fast †)
  - Otaki
  - Mikchopdo
  - Cherokee
  - Eskeni
  - Pulga
  - Nemsu
  - Feather Falls
  - Challenge
  - Bidwell Bar
- Nisenan oder Südliches Maidu (auch: Neeshenam, Nishinam, Pujuni oder Wapumni, fast †)
  - Valley Nisenan
  - Northern Hill Nisenan
  - Central Hill Nisenan
  - Southern Hill Nisenan

III. Plateau-Penuti-Sprachen
- Sahaptian (auch: Shahapwailutan, früher fälschlich: Sahaptin)[18]
  - Nez Percé oder Niimiipuutímt (auch: Nez Perce, Nimipuutímt, Nimiipuutímt, Niimi'ipuutímt, 2007: 20 Sprecher)
    - Upper Nez Perce oder Upper Niimiipuutímt (auch: Upriver Nez Perce, Östliches Nez Perce)
    - Lower Nez Perce oder Lower Niimiipuutímt (auch: Downriver Nez Perce, Westliches Nez Perce)
      - Weyíiletpuu oder Waiilatpu (eine Varietät des Lower Nez Perce/Lower Niimiipuutímt)[19]

  - Sahaptin-Sprachen oder Ichishkíin Sɨ́nwit (bildet ein Dialektkontinuum, abgel. von Columbia Salish „Sħáptənəxw / S-háptinoxw“, 2007: 100 bis 125 Sprecher)
    - Nördliches Sahaptin
      - Nordwestliche Dialektgruppe
        - Yakama oder Lower Yakama (auch: Yakima, eigentl. Yakama, Mámachatpam, 2007: einige Sprecher – Anzahl unbekannt)
        - Kittitas oder Upper Yakama (auch: Pshwánapam, Pshwanpawam, evtl. †)
        - Klickitat oder Klikitat (auch: Xwálxwaypam, evtl. †)
          - Taidnapam oder Upper Cowlitz (auch: Táytnapam, Taitnapam, Táitinpam,  Cowlitz Klickitat, Lewis River Klickitat, oftmals fälschlich: Lewis River Cowlitz, Lewis River Chinook, seit (Datum unbekannt) †)[20]
          - Meshal oder Upper Nisqually (auch: Me-Schal, Mashel, Mica'l, Mishalpam, Upper Mountain Nisqually, seit 1850er †)[21]

      - Nordöstliche Dialektgruppe
        - Wanapum oder Wanapam / Wánapam
        - Palouse oder Palus (auch: Pelúuspem, seit (Datum unbekannt) †)
        - Lower Snake River (seit (Datum unbekannt) †)
          - Chamnapam
          - Wauyukma
          - Naxiyampam

        - Walla Walla oder Waluulapan (evtl. einige Sprecher)

    - Südliches Sahaptin oder Columbia River Sahaptin
      - Umatilla oder Rock Creek (auch: Imatalam, 2007: 25 Sprecher)
      - Skin-pah/Skin oder Sawpaw[22] (seit (Datum unbekannt) †)
      - Tenino oder Warm Springs (seit (Datum unbekannt) †)
        - Tygh Valley oder Upper Deschutes
        - Celilo oder Lower Deschutes
        - Tenino oder Dalles Tenino
        - John Day oder Dock-Spus/Tukspush
- Molala oder Molele (auch: Molalla, seit 1958 †)
  - Nördliches Molala
  - Upper Santiam Molala
  - Südliches Molala
- Klamath oder Maqlaqsyals (auch: Klamath-Modoc, früher: Lutuamian, Lutuami, seit 2003 †)
  - Klamath oder ?ewksiknii
  - Modoc oder Moowat'aakknii